# Krnov

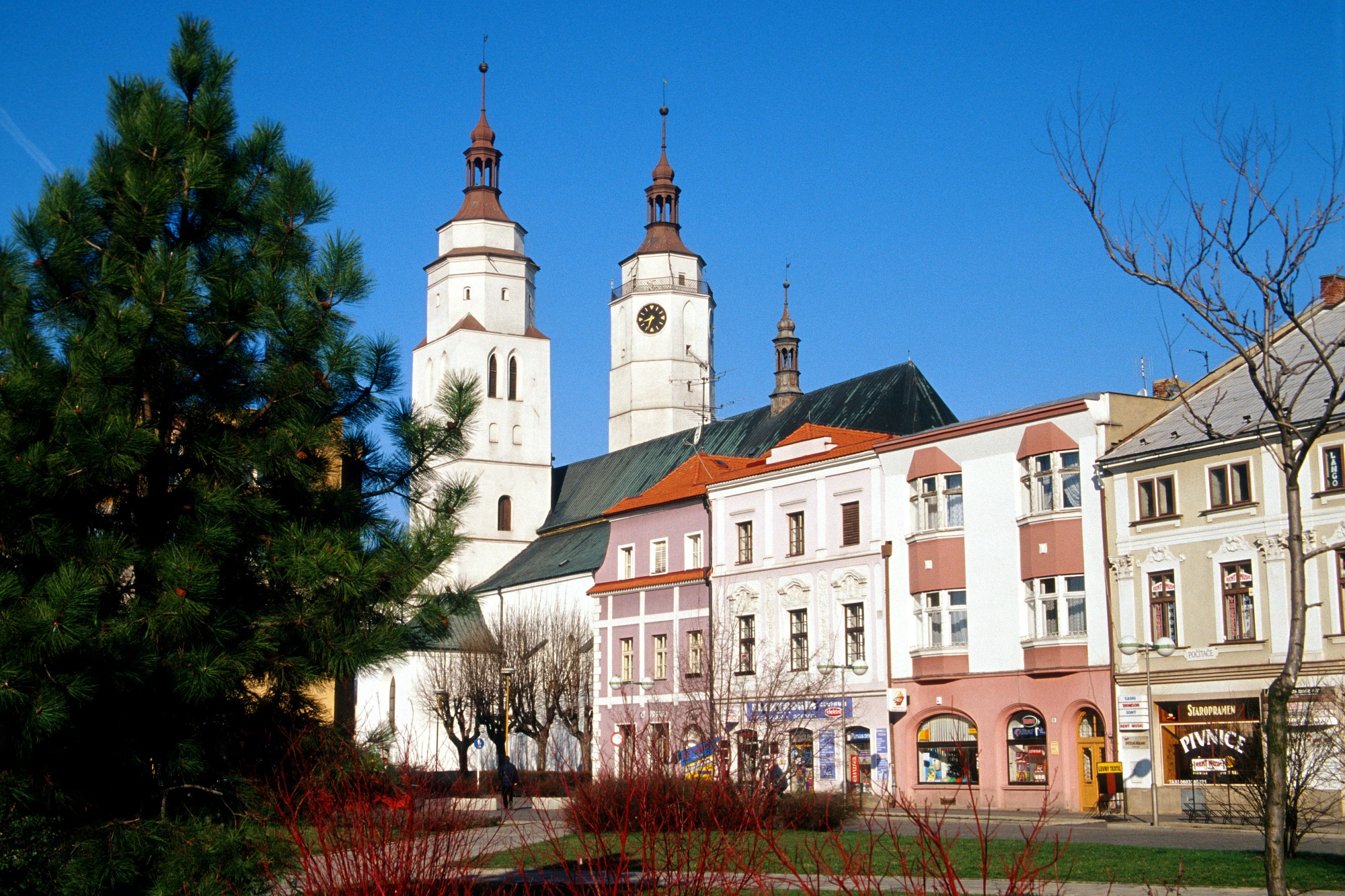
Praça principal de Krnov

Krnov (AFI: [ˈkr̩nof]; em em alemão:  Jägerndorf, em polonês moderno: Krnów, em polonês antigo: Karniów; em latim, Carnovia) é uma cidade da Alta Silésia, no nordeste da República Tcheca, região da Morávia-Silésia, distrito de Bruntál, no vale do rio Opava, próximo à fronteira com a Polônia.
É um centro industrial produtor de têxteis, especialmente lãs, e de instrumentos musicais, especialmente órgãos. É também uma cidade turística, sendo local de veraneio como também área de esportes de inverno.
A cidade foi fundada em 1221 e serviu como capital de um ducado independente entre 1377 e 1523. Ali existe um castelo do século XVII e várias igrejas e abadias.

Segundo o censo Austro-Húngaro de 1910, a cidade contava com 16.681 habitantes, dos quais 15.647 eram residentes permanentes. Destes, 15,390 (98.4%) eram germanófonos e 247 (1.5%) tchecofalantes. Os judeus não podiam se declarar falantes de iídiche e portanto a maioria deles declarou o alemão como língua nativa.
Os católicos eram o grupo religioso mais importante, com 15,290 praticantes (91.7%), seguidos pelos protestantes, com 885 (5.3%) e judeus, com 459 (2.8%).